# والتر الأول. هايز
والتر الأول. هايز هو قاضي ومحامي وسياسي أمريكي، ولد في 9 ديسمبر 1841 في مارشال في الولايات المتحدة، وتوفي بنفس المكان في 14 مارس 1901. نشط حزبياً في الحزب الديمقراطي. وقد انتخب عضو مجلس نواب ولاية آيوا ‏ وانتخب عضو مجلس النواب الأمريكي ‏.